# Disgaea 2: Cursed Memories
Disgaea 2: Cursed Memories — тактическая ролевая игра, разработанная компанией Nippon Ichi Software и изданная Nippon Ichi Software в Японии, Atlus USA, Inc в США и Канаде и Koei в Европе для игровой консоли Sony PlayStation 2 (в Японии игра была выпущена 23 января 2006 года, в США 29 августа 2006 года и в Европе 3 ноября 2006 года). Игра не продолжает сюжетную линию первой части, но непосредственно пересекается с событиями произошедшими в ней, в частности мы увидим старых знакомых таких, как Этна, Лахарл и Флонн.
В 2009 году на PSP был выпущен ремейк Disgaea 2: Dark Hero Days, дополняющий оригинал кампанией за Акселя подобно Disgaea: Afternoon of Darkness. В 2017 году выпущен порт игры на ПК под управлением семейств Windows, MacOS и Linux.

## Сюжет
Пятнадцать лет назад могучий Оверлорд Зенон вторгся в небольшую деревню Велдим и наложил проклятье на его жителей: все они начали превращаться в демонов, и, казалось, нет пути спастись. Но тут появился герой, надежда Велдима — юный Адель, единственный парень в деревне, кого не коснулось проклятье Оверлорда. Видя страданья жителей Велдима и своей семьи, он решает вернуть им былой облик, призвав Зенона с помощью ритуала, чтобы победить его. Мать Аделя провела этот ритуал, но вместо могучего Оверлорда явилась Розалин — избалованная дочурка Зенона. Адель объяснил ей свою цель и, хотя Розалин была не в восторге, они отправились в её замок, чтобы найти и одолеть Зенона, и тем самым спасти Велдим.

## Disgaea 2: Dark Hero Days
Ремейк оригинальной игры для портативной системы PSP.
Главное отличие в дополнительной сюжетной кампании «Режим Акселя» (Axel режим), рассказывающая о его приключениях до событий оригинала.
Другие изменения:
- Новые классы (Female Samurai, Deathsaber, Entei (Great Wyrm), Celestial Host, Mass Produced Kurtis). предметы, приемы, орудия и т. д.
- Появился магазин музыки, где можно покупать песни из первой части, а не только второй
- Возможность сражаться знакомыми персонажами как из первой части (Гордон, Мид-Босс, Призм Рейнджер) так и из будущей третьей (Мао, Распберил, Мистер Чамплу)

## Оценки критиков и награды
| Сводный рейтинг    | Сводный рейтинг                |
| Агрегатор          | Оценка                         |
| ------------------ | ------------------------------ |
| GameRankings       | 85,33 % (PS2) 84,27 % (PSP)    |
| Metacritic         | 84/100                         |
| MobyRank           | 87/100                         |
| TopTenReviews      | 3,5/4                          |
| Иноязычные издания |                                |
| Издание            | Оценка                         |
| 1UP.com            | B+                             |
| GameSpot           | 8,2/10                         |
| GameSpy            | [ 9 ]                          |
| GamesRadar+        | 8/10                           |
| IGN                | 8,5/10                         |
| Награды            |                                |
| Издание            | Награда                        |
| IGN                | Best PS2 Strategy Game of 2006 |

Disgaea 2 получила в целом благоприятные отзывы, получив в сумме 84 на Metacritic. Она была упомянута в выборе сайта Gaming Target 52-х Игр В Которые Мы Всё Ещё Будем Играть с 2006..